# Историја Русије
Историја Русије је период који почиње насељавањем Источних Словена од којих касније настају Руси, Белоруси и Украјинци. Првaисточнословенска држава била је Кијевска Русија, која је примила хришћанство из Византије 988. На тај начин настала је руска култура која је током наредних хиљаду година представљала мешавину византијске и старословенске културе. Кијевска Русија је као држава престала да постоји током тридесетих година 13. века, услед најезде Монгола. Током овог периода, градови као што су Новгород и Псков, очували су културно и политичко наслеђе Кијевске Русије.
Након 13. века, Москва је полако почела да доминира над осталим културним центрима. До 18. века Велика московска кнежевина је прерасла у велику Руску империју, која се простирала од Пољске на западу до Тихог океана, на истоку. Територијална ширења на запад су омогућила боље повезивање Русије са остатком Европе, чији утицај је довео до стварања климе у којој је тражено спровођење свеобухватних реформи. Власт је на те тежње одговорила комбинацијом репресије и неодлучних реформи. Руски кметови су од 1861. били ослобођени, али су услови под којим су ослобођени били неповољни за сељаке и само су убрзали револуцију. Од ослобођења кметова па до почетка Првог светског рата 1914. године, спровођењем Стоплинових реформи, доношењем устава 1906. и одлукама које је донела Дума, извршене су знатне промене у политици и привреди Русије, али цар и даље није био вољан да се одрекне аутократског начина владавине.
Руска револуција из 1917. године, била је логична последица комбинације потпуног економског слома, антиратног расположења и неслагања са аутократским начином владавине. Власт су првобитно преузели либерали и умерени социјалисти, али је њихов неуспех у спровођењу сопствене политике довео до Октобарске револуције када су власт преузели комунисти бољшевици. Између 1922. и 1991, Русија је била део Совјетског Савеза. Напредак у стварању социјалистичког друштва током различитих периода историје Совјетског Савеза био је променљив, од мешовите привреде и разноликог друштва током двадесетих, преко строго управљане привреде и политичке репресије током Стаљиновог доба па све до „доба стагнације“ током осамдесетих. Почев од марта 1918, друштвено уређење у Совјетском Савезу било је засновано на једнопартијском комунистичком систему. До краја осамдесетих, слабљење и опадање совјетског политичког и привредног система је постало све уочљивије. Лидери Совјетског Савеза покушали су да спрече његово даље пропадање, али је то био само увод у његов коначни распад.
Распадом Совјетског Савеза крајем 1991. године, Русија је постала независна држава и призната је као правни наследник Совјетског Савеза. Русија је изгубила статус велесиле и суочила се са озбиљним изазовима у настојању да успостави нови политички и привредни систем. Напуштена је идеја социјалистичке планске привреде и државног власништва а привреда почиње да се развија на принципима тржишног капитализма, што је веома често давало нежељене резултате. У Русији се и данас у готово свим сферама друштва осећа утицај како монархистичке, тако и совјетске прошлости.

## Рана историја

### Пресловенско доба
Током праисторије простране степе јужне Русије настањивала су бројна номадска племена. У античко доба ова територија је била позната као Скитија. Археолошки остаци народа који су живели на овом простору пронађени су током 20. века. Крајем 8. века п. н. е. дуж северних обала Црног и Азовског мора, Грци су основали велики број колонија, међу којима су највеће биле у Танаису и Фанагорији. Босфорско краљевство, које је настало из грчких колонија, претрпело је између 3. и 6. века неколико варварских инвазија .
Током 8. века, турско племе, Хазари, владало је степама у басену доње Волге, између Каспијског и Црног мора. Они су били значајни савезници Византијског царства и предводили су низ успешних ратова против Арабљана. У 8. веку примили су јудаизам.

### Рани Источни Словени
Преци Руса су била старословенска племена чија је прапостојбина, према тврдњама неких научника, била шумовита област око Припјатске мочваре. Источни Словени су настанили територију западне Русије у два таласа. Један талас је ишао од Кијева до данашњег Суздаља и Мурома и други који је ишао од Полоцка до Новгорода и Ростова. Од 7. века Источни Словени су били већинско становништво у западној Русији и они су полакао и мирним путем асимиловали Угрофинска племена која су овај простор настањивала пре њих.

### Кијевска Русија
Варјази (Викинзи) су се прво настанили у области језера Ладога, а затим су даље кренули на југ ка Новгороду. Бавили су се пиратством и трговином. Средином 9. века су почели да се крећу дуж пловних путева од источног Балтика према Каспијском и Црном мору. Према легенди, која је описана у летопису под називом Повест минулих лета, варешки кнез Рјурик је изабран за владара Новгорода, негде око 860. године. Његови наследници су проширили своју власт на југ заузевши Кијев, којим су пре тога управљали Хазари.
Прва руска држава, Кијевска Русија, настала је у 9. веку у долини реке Дњепар. Трговачки интереси градова су довели до њиховог уједињења под влашћу Кијева, јер су градови настојали да обезбеде сигурност за своје бродове који су одржавали трговачке везе између Скандинавије и Византије. На тај начин Кијевска Русија је преузела контролу над рутама за транспорт коже, воска и робова дуж река Дњепар и Волхов.
До краја 10. века мањински Варјази су били готово у потпуности асимиловани од стране већинских Словена. Током својих бројних похода на Цариград они су дошли у контакт са грчком културом.
Кијевски Руси су створили словенску варијанту православног хришћанства, на тај начин продубљујући синтезу византијске и словенске културе, која ће карактерисати руску културу током наредних хиљаду година. Хришћанство је званично примљено 988. чином јавног крштавања становника Кијева, који је спроведено по налогу Владимира I. Неколико година после тога прокламован је први законик, Руска Правда. Кијевски владари су следили пример византијских владара, да држе цркву у зависном положају, па су кроз историју у Русији црква и држава увек били блиско повезани. У 11. веку, а нарочито током владавине Јарослава Мудрог, Кијевска Русија је доживела процват у привреди, архитектури и литерарном стваралаштву.
Номадски турски народ Кумани су освојили јужну Русију крајем 11. века и створили номадску државу на обали Црног мора. Они су са тог простора првобитно потписали Печенезе. Кумани су вршили сталне упаде на север, где су пљачкали и палили руска села. Становништво се са тог простора почело масовно исељавати на север. На брзо слабљење Кијевске Русије су утицале унутар династичке борбе око престола. Слабљење Кијева се одразило и на остале руске државе, Владимир-Суздаљ, Новгородску републику и Галичку Русију. Освајања монголске Златне хорде у 13. веку су задала последњи ударац Кијевској Русији, која је престала да постоји. Галичка Русија је припојена Пољско-литванском савезу, Владимир-Суздаљ је био под монголском управом, док је једино Новгородска република очувала своју независност.

### Инвазија Монгола
Инвазија Монгола је убрзала распад Кијевске Русије. Након битке на реци Калка 1223. године у којој су се сукобили Руси и Монголи, Монголи су забележили велику победу. Током 1237. и 1238. су спалили град Владимир и друге веће градове североисточне Русије након битке на реци Сит, у којој су поново победили. Након тога су се усмерили на запад, ка Пољској и Мађарској. Покорили су већину руских држава, једино је Новгородска република избегла разарање и очувала је своју независност у оквиру Ханзеатске лиге.
Последице инвазије Монгола су биле огромне. Око половине становника Русије је погинуло у нападу. Највећи културни центри су били потпуно уништени. Градови попут Кијева и Владимира се никада нису опоравили од разарања. Избеглице које су напустиле јужну Русију су углавном населиле подручје између Волге и Оке. То је регион који је представљао језгро средњовековне Русије. Нови градови попут Москве, Твера и Нижњег Новгорода су почели да се међусобно боре за превласт. Без обзира на победу Руса у Куликовској бици 1380. руске територије су остале под монголском влашћу све до 1480.

### Златна Хорда
Након пропасти Хазарске државе у 10. веку, на простору средње Волге настаје несловенска држава Поволшка Бугарска. Убрзо након тога њени становници примају ислам. Након монголске инвазије постаје део Златне хорде, а од њих су настали данашњи Чуваши и Казањски Татари.
Монголи су владали Русијом из своје западне престонице у Сарају на реци Волги, у близини данашњег Волгограда, који је у то време био један од највећих градова на свету. Принчеви јужне и источне Русије су морали да плаћају данак Монголима, који су често називани и Татарима, а за узврат су добијали овлашћења на основу којих су могли да делују као изасланици канова. У суштини су принчеви имали велику слободу да владају по својој вољи, али су ипак били обавезни да добију потврду свога звања од стране татарског кана. Татари су оставили све повластице руској православној цркви, нису је прогонили, а чак су свештена лица била ослобођена плаћања пореза.
Принц Новгорода, Александар Невски, стекао је средином 13. века статус хероја захваљујући победама над витезовима Тевтонског реда, Швеђанима и Литванцима. Папа Гргур IX је 1237. организовао крсташки поход да би покорио руске земље. Православна црква и принчеви су већу опасност видели у Западу него у Монголима. Невски је од Монгола добио протекцију и помоћ у борбама против освајача са Запада који су, у нади да ће извући корист из слома Русије након инвазије Монгола, нападали њихову територију. И поред тога, наследници Невског ће се касније дићи против татарске власти.
Монголи су извршили велики утицај на руску војну тактику и допринели су развоју трговачких путева. Под монголском влашћу, Русија је развила мрежу поштанских путева, повећала прираштај становништва, развила фискални систем и јаку војну организацију. Источни утицај ће остати јак све до 17. века, када руски владари настоје да уреде земљу према западном моделу.

## Велика московска кнежевина

### Успон Москве
Данило Александрович, најмлађи син Александра Невског, основао је Московску кнежевину која је још била позната под именом Московија, која је касније потпуно протерала Татаре из Русије. Најпре је Московска Кнежевина била у вазалском односу према Владимиру, да би касније успела да себи припоји Владимир. Важан фактор у успону Московске Кнежевине је била сарадња њихових владара са монголским владарима, који су им потврђивали титулу Великог Кнеза и давали право да убирају порез од других руских држава у њихово име. Превласт Москве у односу на друге руске државе је потврђена тиме што је у њу премештено седиште Руске православне цркве. Седиште митрополије је из Кијева прво премештено у Владимир 1299. а неколико година касније је премештено у Москву за стално.
До средине 14. века снага Монгола је опадала и Велики кнез је био у могућности да им се отворено супротстави. У Куликову на Дону 1380. године су забележили тешку победу, то није означило крај монголске власти у Русији, али је донело славу Великом кнезу Дмитрију Донском. Вођство Москве у Русији је било потпуно учвршћено, а територија је средином 14. века знатно проширена преговорима, ратом и склапањем бракова.

### Иван III Велики
У 15. веку, Велики Кнез је почео да уједињује руске земље под својом влашћу. Најзаслужнији за овај процес је био Иван III, (1462—1505), који је ударио темеље Русије као националне државе. Борио се против кнежевине Литваније за превласт над полунезависним кнежевинама које су се налазиле у горњем току река Дњепар и Ока. Придобијањем дела племства из других руских држава на своју страну, мањим пограничним сукобима и дугим ратом против Новгорода, Иван III је успео да Московској кнежевини припоји Новгород и Твер. Иван III је утростручио територију Русије за време своје владавине. Током сукоба који је водио са Псковом, калуђер Филотеј му је предао писмо у којем се налазило пророчанство да ће његова држава постати Трећи Рим. Пад Цариграда 1453. је само допринео популаризацији ове идеје да би Москва могла да постане нови Рим и седиште православља.
Иван III је учврстио своју апсолутистичку власт. Одбио је да плаћа данак Татарима и серијом напада је отворио пут потпуном уништењу Златне Хорде, која се распала на неколико мањих каната и хорди. Започео је изградњу одбрамбеног појаса, како би заштитио јужне границе од Кримских Татара и других хорди.
Спровођење унутрашње консолидације земље је било праћено даљим територијалним ширењем. До 16. века, Московски владари су под своју контролу ставили територију читаве Русије. Бројне кнежевине које су задржале неке елементе независности биле су принуђене да признају Ивана III и његове потомке као врховне владаре, са потпуном контролом над војском, судством и спољном политиком. Руски владари су почели да носе титулу цара, а први крунисани цар је био Иван IV Грозни.

## Руско царство

### Иван IV Грозни
Развој царске аутократије је достигао врхунац у периоду између 1547—1584, за време Ивана Грозног. Његова баба по мајци била је Српкиња, кнегиња Ана Јакшић-Глинска, из чувене српске племићке породице Јакшић, чија је сестра била српска деспотица Јелена, жена деспота српског Јована Бранковића. Иван Грозни је ојачао своју позицију апсолутистичког владара, који је све племство потчинио својој вољи, кажњавајући изгнанством и смрћу, оне који су показали и најмањи знак непослушности. И поред тога многи историчари га сматрају великим државником, који је реформисао Русију, доношењем новог законика Успостављањем првог представничког тела Земског сабора 1550, сузбијањем утицаја свештенства и успостављањем локалних власти у руралним деловима земље.
Иван Грозни је претрпео пораз у Ливонском рату који је водио ради остварења потпуне контроле над Балтичком обалом и лукама које би му омогућиле развијање поморске трговине. Успео је да Русији припоји Казањски, Астрахански и Сибирски канат. Ова освајања су спречила сеобе ратоборних номадских племена из Азије у Европу, преко Волге и Урала. Након тих територијалних проширења, унутар руских граница нашао се велики број Татара муслимана, па је на тај начин Русија постала мултиетничка и мултирелигијска држава. Подстакао је сеобе руских козака који су направили прва насеља у Сибиру и тако започели његову колонизацију.
Последњих година владавине заводи нови режим, тако што ствара једну нову установу коју назива опричнина, која представља неки вид његове личне телесне гарде чији је задатак да га штити и бори се против издајника. Његови следбеници су спровели неколико великих чистки феудалне аристократије, која је осумњичена за издају након бекства принца Курбског у Литванију. Ове чистке су достигле врхунац 1570. када је извршен Новгородски масакр. Све ово, уз још слабљење војске, епидемије и слабе приносе летине су довели до потпуног слабљења Руског царства, што је омогућило Кримским Татарима да опустоше централну Русију и потпуно спале Москву. Опричнину је распустио 1572.
Крајем владавине Ивана Грозног Пољско-литвански савез и Шведска су спровели заједнички напад на Русију и потпуно су опустошили њене северне и северозападне крајеве.

### Доба немира
После смрти Ивана Грозног, на престо је дошао његов син Фјодор I. Будући да Фјодор није имао деце, а његов брат Димитрије је 1591. године умро под неразјашњеним околностима, династија Рјуриковича се гаси, а на престо долази Борис Годунов. Крај династија Рјуриковича означава почетак периода грађанских ратова и страног мешања у унутрашња питања земље, у историји познатог као смутна времена. Веома хладна лета, 1601, 1602. и 1603. године, изазвала су слаб принос летине, што је довело до велике глади и масовних немира.
Део племства се није слагао са избором Бориса Годунова за новог владара. Појава младића који је тврдио да је Царевић Димитрије, дала је могућност Пољско-литванском савезу да уз помоћ незадовољног дела племства, на престо доведе лажног Димитрија, а касније и да свог принца Владислава IV Васу постави на руски престо .
Пољска инвазија је довела до потпуног уједињења народа и подизања устанка против завојевача. У јесен 1612. народна војска предвођена Козмом Минином и Димитријем Пожарским, ослободила је Москву. Без обзира на ослобођење, велики део територије изгубљен током смутних времена, остао је под влашћу Пољско-литванског савеза и Шведске.

### Романови
Ред је успостављен фебруара 1613. када је Михаило I, син патријарха Филарета, изабран на престо. Изабран је вољом Земаљског сабора, који су сачињавали представници педесет руских градова и представници сељака. Династија Романових је владала Русијом све до 1917. године.
Први задатак нове династије је био успостављање реда. Срећом по Русе, њихови највећи непријатељи Пољско-литвански савез и Шведска су у то време водили међусобни рат, што је Русима омогућило да закључе мир са Шведском 1617. и примирје са Пољацима 1619. Изгубљене територије су повратили средином 17. века, након устанка Богдана Хмељницког против Пољске власти у Украјини. Споразумом у Перејаславу, јануара 1654. године, између цара Алексеја I и козачког хетмана Богдана Хмељницког, Русији је присаједињен Козачки хетманат. То је био повод за даљи наставак Руско-пољског рата, који је завршен миром у Андрусову. Тим миром Пољска је Русији вратила Смоленск, Кијев и источну Украјину.
Током овог периода држава је постепено укинула право сељацима да могу да мењају посед на коме раде. Држава је у потпуности контролисала кметове, који су бекством са поседа за који су били везани постајали одметници. Власници земље су имали готово неограничену власт над својим кметовима. Племство и држава су повећали намете сељацима. Трговцима је такође био увећан порез и било им је забрањено као и кметовима да се преселе у другу област. Целокупно становништво је спадало у војне обвезнике, а такође су били обавезни да плаћају посебне порезе.
У таквим условима су побуне биле честе, чак је и становништво Москве неколико пута устајало против власти. Највећа сељачка буна у Европи у 17. веку је избила 1667. године. Тада су се Козаци побунили против централизације државе, а придружили су им се и одбегли кметови. Козак Стенка Разин је повео своје устанике уз Волгу, бунећи сељаке и мењајући локалну власт козачком. Царска армија је сломила устанак 1670. године. Годину дана касније Стенка је заробљен и погубљен.

## Руска Империја

### Петар Велики
Петар I Велики (1672—1725), учврстио је аутократију у Русији и одиграо велику улогу у стварању државе по европском систему. Русија је била највећа земља на свету, она је по површини била једнака површини три континенталне Европе. Простирала се од Балтичког мора до Тихог океана. Већина територијалних проширења је остварена у 17. веку, када су створена прва руска насеља на Тихом океану, поново је враћен Кијев и умирена су сибирска племена. У то доба Русија је имала само 14 милиона становника од којих је само мали део живео у градовима. Русија је остала искључена из поморске трговине, а унутрашња трговина је зависила од временских услова.
Петрови први војни циљеви су били усмерени против Османског царства. Касније преусмерава своју пажњу ка северу. Петру је недостајала сигурна морска лука на северу, поред луке Архангелск на Белом мору, која је годишње девет месеци била под ледом. Излаз на Балтик блокирала је Шведска. Жеља за излазом на море навела га је да 1699. склопи тајни савез са Пољско-литванском унијом и Данском против Шведске, што је довело до Великог северног рата. Рат је окончан 1721. када је исцрпљена Шведска затражила мир. Петар је добио четири провинције на југу и истоку Финског залива, обезбеђујући тако себи дуго жељени излаз на море. Ту је подигао нову руску престоницу, Санкт Петербург, као „прозор ка Европи“ који ће заменити Москву, која је дуго била руски културни центар. У част својих освајања Петар додаје себи титулу императора и Руско царство званично постаје Руска Империја 1721. године.
Петар је реорганизовао државу у складу са најновијим моделима са Запада и претворио је Русију у апсолутистичку државу. Заменио је стару бољарску Думу (савет племства) сенатом од девет чланова, који је био врховно веће државе. Земља је подељена на нове провинције и округе. Петар је сенату наложио да убира порезе. За време његове владавине приходи од пореза су се утростручили. Као део реформи, Руска православна црква је делимично инкорпорирана у административну структуру државе, и тако је постала оруђе државе. Петар је укинуо звање патријарха и заменио га заједничким телом, Светим Синодом, којим су управљали државни званичници. У међувремену су отклоњени остаци локалне самоуправе, а Петар је наставио и интензивирао захтеве његових претходника за државном службом за све племство.
Петар је умро 1725, остављајући несређено питање око наследства. Његова владавина је отворила питања заосталости Русије, њеног односа са Западом и друге важне проблеме са којима су морали да се суоче многи владари који су дошли после њега. Ипак, он је поставио темеље модерној руској држави.

### 1725—1825.
Скоро педесет година је било потребно да прође пре него што се на руском престолу појавио амбициозан и окрутан владар. Катарина II је била немачка принцеза која се удала за руског престолонаследника. Када је открила да је он неспособан, дала је прећутну дозволу за његово убиство. Објављено је да је умро од "апоплексије", и 1762. је Катарина дошла на престо.
Катарина је допринела оживљавању руског племства које је започето после смрти Петра Великог. Укинута је државна служба и племићи су добили већину државних функција у провинцијама.
Катарина Велика је проширила руски политички утицај над Пољско-литванским савезом, тако што је пружила подршку конфедерацији Тарговица, иако су трошкови таквог поступка били огромни. Пружање подршке тој конфедерацији уз тирански друштвени систем који је од кметова захтевао да скоро све време раде на господаревој земљи, довео је до великог сељачког устанка 1773. Непосредан повод за дизање устанка је била легализација продаје кметова одвојено од земље. Предвођени још једним Козаком, Јемељаном Пугачевим, уз повике „Обесимо све земљопоседнике!", устанак је запретио да захвати и Москву, пре него што је крваво угушен. Катарина је наредила да Пугачев буде удављен и рашчеречен на Црвеном тргу, али све те мере нису дале резултата и нове побуне су стално претиле, и њој и њеним наследницима.
Водила је успешне ратове са ослабљеним Османским царством и проширила је јужну границу Русије ка Црном мору. Склопивши савез са владарима Аустријског царства и Пруске, за време поделе Пољске присвојила је половину Пољско-Литванског савеза и померила руску границу ка западу, у саму Средњу Европу. До њене смрти, 1796, Катаринина освајачка политика је Русију претворила у једну од највећих европских сила. Територијално ширење је настављено освајањима Александра I који је преотео Финску од ослабљеног шведског краљевства 1809. и Бесарабије од Турске 1812. године.
Наполеон Бонапарта је направио велику грешку када је после сукоба са царом Александром I кренуо у освајање царске Русије 1812. године. Овај поход је за Наполеона био катастрофалан. У немогућности да уништи руску војску која је избегавала директне окршаје и служила се тактиком спржене земље. Наполеон је покушао да заузимањем Москве натера Александра I на преговоре. Због ужасно хладног руског времена, и неприпремљености за зимске услове ратовања хиљаде француских војника је умрло на снегу. Примењујући герилски начин борбе Руси су их приморали на повлачење, а затим их гонили кроз централну и западну Европу све до Париза. Након победе савезника над Наполеоном, у којој је руска страна изнела највећи терет, Александар I је постао познат као спасилац Европе. Након Бечког конгреса Русији је припао већи део Варшавског војводства.
Иако је Руско царство играло водећу политичку улогу током 19. века, коју му је омогућила победа над Наполеоновом Француском, задржавање феудалних односа је онемогућило било какав економски напредак. Док је економски развој западне Европе убрзан за време Индустријске револуције, која је отпочела у другој половини 18. века, Русија је све више заостајала за остатком Европе, што је стварало додатне проблеме великом царству.

### Царска Русија до Октобарске револуције

#### Децембарска револуција
Иако је Русија била велика сила, њена влада је у много чему била неефикасна, народ сиромашан, а привреда неразвијена. Након победе над Наполеоном, Александар I је имао у плану спровођење уставних реформи. Иако је неке покушао да спроведе, оне најнеопходније нису ни покушане.
Релативно либералних убеђења био је Николај I Романов (1825—1855), који је у почетку своје владавине био суочен са устанком. Позадина овог устанка лежи у Наполеоновим ратовима када је велики број војних официра обишао Европу у оквиру војних похода, где их је контакт са либерализмом западне Европе подстакао да потраже промене на повратку у Русију. Резултат овога је био Децембарски устанак (децембар 1825), који је био дело малог круга либералних племића и војних официра који су желели да устоличе Николајевог брата као уставног монарха. Међутим, устанак је лако угушен, због чега је Николај морао да одустане од програма модернизације који је започео Петар Велики, и заштити максималну „Аутократију, православље, и поштовање народа“. Руски цар је такође морао да се обрачуна са устанцима у новостеченим територијама Конгресне Пољске, који су подигли Новембарски устанак 1830, и Јануарски устанак 1863.

#### Шизма и реакција
Сурова одмазда због устанка учинила је да „Четрнаести децембар“ буде дан који су дуго памтили каснији револуционарни покрети. Како би се сузбили будући устанци, школе и универзитети су били под сталним надзором. Полицијски шпијуни су били свуда. Потенцијални револуционари су слати у Сибир, посебно за време Николаја I, када је на стотине хиљада њих послато у радне логоре.
У оваквој ситуацији се појављује Михаил Бакуњин као отац анархизма. Из Русије одлази у западну Европу 1842, где постаје активиста социјалистичког покрета. После учешћа у Мајском устанку у Дрездену 1849, ухапшен је и послат у Сибир, али одатле успева да побегне и да се врати у Европу. У Европи почиње да сарађује са Карлом Марксом, упркос значајним идеолошким и тактичким разликама.
Питање усмерења Русије је било актуелно још од програма приближавања западу Петра Великог. Једни су били присталице имитирања Европе, док су други окретали леђа Западу и тражили повратак традиционалној прошлости. Ову другу стазу су утабали славофили који су распламсали презир према „декадентном“ Западу. Славофили су били противници бирократије, давали су предност колективизму средњовековног руског мира и сеоској заједници над индивидуализмом Запада.

#### Александар II
Цар Николај је умро остављајући за собом многа нерешена питања. Годину дана пре тога, Русија је узела учешће у Кримском рату, који је вођен пре свега на Кримском полуострву. Пошто је одиграла главну улогу у Наполеоновом поразу, Русија је сматрана непобедивом војном силом, али је насупрот томе претрпела значајне губитке због слабости режима цара Николаја.
Када је Александар II дошао на престо 1855, постојала је потреба за хитним реформама. Узнапредовали хуманитарни покрет, који је касније био повезан са аболиционистичким покретом у САД пре Америчког грађанског рата, тражио је укидање кметства. Током 1859. се процењивало да је у Русији било више од 23 милиона кметова (целокупна Русија је бројала око 69 милиона становника) који су живели у горим условима него сељаштво у западној Европи у 16. веку. Александар II је одлучио да укине кметство и да не чека да оно буде укинуто револуцијом.
Руска реформа о еманципацији из 1861. године је најзначајнији догађај у руској историји 19. века. Био је то почетак краја монопола аристократије над земљом. Реформа је донела прилив радне снаге градовима, подстакла је индустријску производњу, број припадника средње класе се повећао, као и њихов утицај; ипак, уместо да добију земљу, ослобођени сељаци су морали да плаћају порезе које је убирала држава, а земљопоседницима је плаћена скромна сума за поседе које су изгубили. У највећем броју случајева сељаци су добијали најгору земљу. Сва земља која је предата сељацима је била у колективном власништву мира, сеоске заједнице, која је вршила поделу земље и надгледање поседа. Иако је кметство укинуто, његови резултати нису много ишли на руку сељацима па револуционарне тензије нису умањене, упркос намери Александра II.
Током 1876. у Османском царству је избила побуна на Балкану. Руско становништво је масовно стало на страну своје српске и бугарске браће, па је Русија поново ушла у рат са Турском. Улазак у рат је повећао тензије између Русије и Аустроугарске, која је такође имала територијалне претензије на Балкану. Током овог периода Русија је проширила своје територије у средњој Азији, која је била богата сировинама, као и у региону Каспијског језера.

#### Нихилизам
Око 1860. покрет познат под називом Нихилистички покрет се развио у Русији. Многи руски либерали нису били задовољни празним говорима интелигенције. Нихилисти су доводили у питање старе вредности и бранили су независност појединаца.
Нихилисти су прво покушали да придобију аристократију. Када у томе нису успели, окренули су се сељаштву. Њихова кампања „обраћање народу“ постала је позната под називом Народник покрет. Покрет се базирао на идеји да обичан народ поседује способност да управља државом.
Како је покрет Народник постајао све јачи, влада је брзо решила да га искорени. Као одговор на реакцију владе, радикални огранак Народника је прибегао тероризму. Један за другим, важни чиновници су убијани. Коначно, после неколико покушаја, Александар II је убијен 1881, истог дана када је донео предлог да се позову представници како би се спровеле нове реформе којима би се изашло у сусрет захтевима револуционара.

#### Аутократија и реакција под Александром III
За разлику од свог оца, нови цар Александар III (1881—1894) био је убеђени реакционар који је владао под девизом: Самодржавље, православље и национализам, девизом која је била на снази у време Николе I. Александар III, убеђени славофил, веровао је да Русија може бити поштеђена хаоса уколико се одупре субверзивним утицајима са запада, као што су штетне идеологије (анархизам, социјализам, нихилизам). За време његове владавине Русија је склопила савез са Француском, како би се заједничким снагама супротставиле све моћнијој Немачкој.
Најмоћнији царев саветник је био Константин Победоносцев, тутор Александра III и његовог сина Николе и члан Светог Синода од 1880. до 1895. Учио је своје ученике да се боје слободе говора и да мрзе демократију, устав и парламентарни систем. Под Победоносцевом, револуционари су прогањани и политика русификације је спровођена царством.

#### Николај II
Александра је наследио његов син Николај II (1894—1917). Индустријска револуција, која је имала све већег утицаја на прилике у Русији, створила је снаге које ће коначно збацити монархију. Либерални елементи међу индустријским капиталистима и племством су веровали у мирољубиве друштвене реформе и уставну монархију, коју би формирале уставотворне демократе или Кадети како су се још називали. Социјални револуционари су следили традиције Народника и тражили су расподелу земље међу онима који су је у ствари обрађивали - сељацима. Још једна радикална група је била Руска социјалдемократска радничка партија, коју су чиниле присталице марксизма у Русији. Придобивши подршку радикалних интелектуалаца и градске радничке класе, захтевали су комплетну социјалну, економску и политичку револуцију.
Од 1903. партија је подељена на два крила: мењшевици или умерени, и бољшевици, који су били веома радикални. Мењшевици су веровали да ће се руски социјализам развијати постепено мирним путем, и да царски режим треба заменити демократском републиком у којој би социјалисти сарађивали са либералним буржоаским партијама. Бољшевици под вођством Владимира Лењина, захтевали су стварање мале елите професионалних револуционара, подвргнутих строгој партијској дисциплини, која би деловала као авангарда пролетеријата како би се власт освојила на силу.
Војни неуспех у Руско-јапанском рату (1904—1905) је био огроман ударац царском режиму. Јануара 1905, инцидент познат као "Крвава недеља" се одиграо када је отац Гапон повео огромну масу народа на Зимски дворац у Петрограду како би цару поднели молбу. Када је светина стигла до палате, Козаци су отворили паљбу на народ, убивши многе. Руски народ је био толико погођен масакром да је проглашен генерални штрајк уз захтев за успостављање демократске републике. Ово је означило почетак Руске револуције 1905. Совјети (већа радника) настају у већини градова и ради управљања револуционарним активностима. Русија је била парализована, влада је била очајна.
Октобра 1905, Николај је невољно издао чувени Октобарски манифест, којим је дозволио стварање народне Думе (законодавно тело) која је без одлагања била сазвана. Проширена су права на гласање и ни један закон није могао да ступи на снагу без сагласности Думе. Група умерених је овим била задовољена, али социјалисти су одбацили ове промене као недовољне и покушали су да организују штрајкове. До краја 1905, било је несугласица међу реформаторима, али царев положај је у том тренутку био ојачан.

## Руска револуција
Цар Николај је увео Русију у Први светски рат да заштитни Србију од Аустроугарске. Августа 1914. пре завршетка мобилизације, руска војска је ушла у Немачку како би француске трупе ослободила притиска. Међутим, слаба руска привреда, неефикасност и корупција у влади су неко време били сакривени под окриљем јаког национализма. Велики део становништва постаје огорчен због војних неуспеха и за то окривљује власт. Немачка контрола на Балтичком мору и Немачко-отоманска на Црном мору одсекли су Русију од страних снабдевача и потенцијалних тржишта.
До средине 1915. рат је постао деморалишући. Резерве хране и горива су понестајале, број жртава је био огроман, инфлација је расла. Избијају штрајкови међу недовољно плаћеним радницима у фабрикама и међу сељаштвом које тражи аграрне реформе. У међувремену, јавно неповерење у режим се продубљује због гласина да полуписмени мистичар Грегориј Распућин, има велики политички утицај у влади. Његовим убиством крајем 1916. је окончан скандал, али није повраћен изгубљени углед аутократије.
Током 1916. побољшано је снабдевање руске војске. Руска војска се борила против немачке, аустроугарске и турске војске на фронту дугом од Балтичког мора до Кавказа и задржавала је скоро половину војних снага Централних сила.
Велики штрајк је избио 3. марта 1917. у фабрици у Петрограду (бивши Санкт Петербург). За недељу дана сви радници су престали са радом и избијају уличне борбе. Када је цар распустио Думу и наредио штрајкачима да се врате на посао, букнула је Фебруарска револуција. Дума је одбила да буде распуштена, штрајкачи одржавају разне састанке као протест режиму, а војска је отворено стала на страну народа. Кроз неколико дана Дума је поставила привремену владу, 1917. на челу са кнезом Георгијем Лавовим. Следећег дана цар је абдицирао. У међувремену, социјалисти у Петрограду су формирали совјет (веће) радника и војника који ће им пружити моћ која им је недостајала у Думи.
У јулу, председник привремене владе је смењен и на његово место долази Александар Керенски, који је био напреднији од свог претходника али не и довољно радикалан за бољшевике. Влада Керенског је обележила то време, а марксистички совјети у Петрограду су проширили своју организацију широм земље постављајући локалне совјете. Керенски је направио фаталну грешку тиме што је наставио учешће Русије у рату, што је било изузетно непопуларна политика међу народним масама.
Лењин се вратио у Русију из егзила у Швајцарској, уз помоћ Немачке која се надала да ће свеопште неслагање приморати Русију да се повуче из рата. Хиљаде сељака, радника и војника је узбуђено дочекало Лењина на железничкој станици. После многих маневара иза сцене, совјети су се домогли власти новембра 1917, и отерали Керенског и његову привремену владу у егзил, у догађајима који ће постати познати као Октобарска револуција.
Народна скупштина се састала у јануару 1918, и одбила да буде марионета бољшевицима, па су је Лењинове трупе распустиле. Распуштањем уставотворне скупштине уклоњени су сви трагови буржоаске демократије. Пошто је уклонио умерену опозицију, Лењин потписује са Немачком, Брест-литовски споразум (1918), којим Русија губи велики део територије.

## Руски грађански рат
Војска контрареволуционара, која је најчешће називана Бела армија почиње да се организује како би збацила бољшевике. Истовремено савезници шаљу експедиционе трупе у Русију да подрже антикомунистичке снаге. Савезници су се бојали да бољшевици не кују заверу са Немачком због Брест-литовског споразума и надали су се да ће Бели покрет обновити непријатељство према Немачкој. У јесен 1918. бољшевички режим се нашао у незавидном положају. Био је у сукобу са бившим руским савезницима и домаћим непријатељима, као и у повременом конфликту са краткотрајним националистичким републикама у Белорусији и Украјини и анархистичким силама.
Црвена армија и Чека (тајна полиција) спроводе терор како би уништили све непријатеље револуције. Они нису имали подршку свих друштвених елемената, па су морали да спроводе своју владавину силом за време грађанског рата. До 1920. отпор Белог покрета је сломљен, све стране војске евакуисане и успостављена је бољшевичка влада у Белорусији, Украјини и на Кавказу, али по цену одржања старог модела аутократске власти само у новом облику.
Како је Русија била заокупљена грађанским ратом, границе са Пољском нису биле јасно одређене послератним Версајским миром. Пољско-совјетски рат (1919—1921), који се завршио поразом Црвене армије, утврдио је границе између Совјетске Русије и Пољске. Поред територије Пољске, Совјети су изгубили Финску, Молдавију и Прибалтичку обалу.

## СССР

### Настанак СССР
Историја Русије у периоду између 1922. и 1991. је у ствари историја Савеза Совјетских Социјалистичких Република или историја Совјетског Савеза. Овај савез који су на идеолошкој основи, децембра 1922. основали лидери Руске Комунистичке партије је често поистовећиван са Руским царством. У то време, нова нација је укључивала четири конститутивне републике: Руска Совјетска Федеративна Социјалистичка Република, или Руска СФСР, Украјинска ССР, Белоруска ССР, и Транскавкаска Совјетска Федеративна Социјалистичка Република или Транскавкаска СФСР.
Устав, усвојен 1924, успоставио је федерални систем власти заснован на совјетима који су постављени у селима, фабрикама и градовима у већим областима. На врху ове пирамиде совјета у свакој републици је био све-савезни Конгрес совјета. Иако је изгледало да конгрес спроводи суверену власт, овим телом је управљала Комунистичка партија, коју је опет контролисао Политбиро Централног комитета КПСС из Москве, престонице Совјетског Савеза, као што је било и за време царева пре Петра Великог.

### Ратни комунизам и Нова економска политика
Период од консолидације бољшевичке револуције 1917. до 1921. је познат као период ратног комунизма. Земља, индустрија, банке, железница и бродски саобраћај су били у потпуности национализовани, а привреда је ограничена. Убрзо се развила јака опозиција. Сељаци су желели да уновче своје производе и били су незадовољни што морају да предају вишак производа влади. Суочен са сељачком опозицијом, Лењин је започео стратегијско повлачење из ратног комунизма познато као Нова економска политика (НЕП). Сељаци су ослобођени пореза за продају робе на велико и дозвољено им је да продају вишак производа на отвореном тржишту. Трговина је подстакнута дозволом за приватну продају на мало. Држава је и даље била одговорна за банкарство, транспорт и тешку индустрију.
Иако су левичари Комунистичке партије критиковали богате сељаке или кулаке који су остварили велики профит из НЕП-а, програм се показао као изузетно користан и привреда је обновљена. НЕП ће касније развити јаку опозицију у партији након Лењинове смрти почетком 1924.

### Промене у руском друштву
Док је руска привреда пролазила кроз процес трансформације, и друштвени живот људи је такође претрпео драстичне промене. Од почетка револуције, влада је покушала да ослаби патријархалну доминацију у породици. Развод више није захтевао судски поступак, а како би се жене ослободиле одговорности за рађање, побачај је озакоњен већ 1920. Као последица тога, еманципација жена је повећала потражњу за послом. Девојке су биле подстакнуте да се образују и да граде каријеру у фабрици или канцеларији. Отворени су државни вртићи за бригу о малој деци и уложени су велики напори да центри друштвеног живота постану образовне групе и групе за рекреацију, такозвани совјетски клубови.
Режим је напустио царску политику дискриминације националних мањина у корист политике инкорпорирања више од двеста мањинских група у живот Совјетског Савеза. Режим је такође проширио опсег медицинских услуга. Спровођене су кампање против тифуса, колере и маларије, број доктора се повећао, а стопа смртности новорођенчади је убрзо опала док је животни век продужен.
Влада је такође промовисала атеизам и материјализам, који су ударили темеље марксистичкој теорији. Супротстављали су се организованој религији, посебно у циљу сламања моћи Руске православне цркве, која је била стуб старог царског режима и главна препрека друштвеним променама. Многе верске вође су послате у интерне логоре за изгнанике. Члановима партије је било забрањено да иду на богослужења. Систем образовања је одвојен од Цркве. Веронаука је забрањена сем у кућном образовању, а у школама је акценат стављан на атеизам.

### Индустријализација
Период од 1929. до 1939. је немирно доба руске историје. То је период масовне индустријализације и унутрашњих немира када је Јосиф Стаљин успоставио скоро потпуну контролу над руским друштвом, будући да је имао неограничену моћ коју нису имали ни најамбициознији цареви. Након Лењинове смрти Стаљин се борио за власт над Совјетским Савезом са својим ривалима у Политбироу, а посебно са Лавом Троцким. До 1928, када су сви троцкисти или прогнани или остали без моћи, Стаљин је био спреман да почне са спровођењем радикалног програма индустријализације.
Стаљин је 1928. изнео предлог првог Петогодишњег плана. Изузимајући НЕП (Нова економска политика) који је осмислио Лењин, ово је био први међу бројним плановима који су спроведени у циљу брзе акумулације капитала кроз изградњу тешке индустрије, колективизацију пољопривредне производње и рестриктивну политику производње робе широке потрошње. По први пут у историји, привреда једне земље је у потпуности била контролисана од стране владе.
Као део плана, влада је преузела контролу над државном пољопривредом и колективним фармама (колхозима). Фебруарским декретом 1930, око милион "кулака“ је протерано са својих поседа. Многи сељаци су се супротставили режиму. Често су, суочени са губитком земље, убијали своју стоку. У појединим крајевима су се побунили, али су малобројни сељаци названи „кулаци“ од стране власти, били погубљени. Комбинација лошег времена, дефицита на насилно успостављеним колективним фармама и масовна конфискација добара, довели су до појаве глади, од чега је умрло неколико милиона сељака, већином у Украјини и Кубању. Лоши услови на селу су навели милионе очајних сељака да оду у градове, чиме су допринели развоју индустријализације и повећали у знатној мери руску урбану популацију за само пар година.
План је донео значајне резултате и у другим доменима, не само у пољопривреди. Русија, у многим аспектима најсиромашнија земља у Европи у време Бољшевичке револуције, сада се индустријализовала невероватном брзином, превазилазећи немачку индустријализацију у деветнаестом веку и јапанску током раног 20. века. Совјетске власти су 1932. тврдиле да је индустријски учинак повећан за 334 процента током 1914, а 1937. да је током 1932. увећан за додатних 180 процента. Штавише, преживљавање Русије уочи предстојеће нацистичке навале било је омогућено производним капацитетом који је био резултат индустријализације.
Док је Петогодишњи план спровођен, Стаљин је успостављао своју личну моћ. Састављена је тајна полиција НКВД, од десетина хиљада совјетских грађана, како би спроводила хапшења, депортацију или егзекуцију. Шест чланова Политбироа из 1920, који су надживели Лењина, нестали су у Стаљиновим чисткама. Стари бољшевици који су били одани другови Лењину, високи чиновници Црвене армије и индустријски директори су ликвидирани у великим чисткама. Чистке у осталим совјетским републикама су допринеле централизовању моћи у Совјетском Савезу.
Стаљинове репресалије су довеле до стварања система интерног егзила, знатно већих димензија од оних које су у прошлости стварали цареви. Драконске казне су уведене и многи грађани су били осуђивани за измишљене злочине, саботажу и шпијунажу. Посао који су обављали осуђеници који су радили у радним логорима у оквиру гулаг-система, постао је значајна компонента индустријализацијског учинка, посебно у Сибиру. Сматра се да је око 18 милиона људи прошло кроз систем Гулага и да је још око 15 милиона других било послато на принудни рад.

### Совјетски Савез у међународним односима
Совјетски Савез је осетио велику претњу доласком на власт у Немачкој антикомунистичких снага, предвођених Хитлером. Та претња је постала реална када је Хитлер јавно прокламовао план Продора на исток као једног од главних циљева његове стратегије Лебенсраум. До 1939. Совјетски Савез је био значајан противник нацистичкој Немачкој, подржавајући републиканце у Шпанији који су се борили против немачких и италијанских трупа. Током 1938. и 1939. Совјетски Савез је водио веома успешан рат против Јапана на Руском далеком истоку који је завршен потписивањем пакта о међусобном не нападању који је остао на снази све до августа 1945.
Међутим, 1938. Немачка је потписала Минхенски споразум са Западним силама и заједно са Пољском поделила Чехословачку. Из страха од напада Немачке, совјетска влада је започела дипломатске маневре, након што је Пољска одбила да учествује у заједничкој безбедности, па је Совјетски Савез склопио споразум Рибентроп-Молотов - пакт о ненападању са Немачком. Овим споразумом су нормализовани међусобни односи две земље и настављена је њихова међусобна трговина.

### Други светски рат
Седамнаест дана након почетка Немачке инвазије на Пољску, када је немачка војска била на 150 km од совјетске границе, совјетска војска је окупирала источне делове Пољске насељене углавном Украјинцима и Белорусима. Након пропалих преговора око размене територије, која је совјетима била неопходна ради боље одбране Лењинграда, Совјетски Савез је започео рат са Финском, познат као Зимски рат (1939—1940). Тај рат су добили уз велике губитке али су ипак приморали Финску на потписивање мира, којим су добили део Карелијског земљоуза. У лето 1940. су Румунију ултиматумом присилили да им преда Бесарабију и Северну Буковину. Истовремено су извршили окупацију до тада независних Прибалтичких држава, Летоније, Литваније и Естоније.
Обе стране су се припремале за рат, упркос Стаљиновим настојањима да тај рат са Немачком избегне, она објављује рат Совјетском Савезу и прелази границу 22. јуна 1941. До краја новембра, немачка војска је заузела Украјину, започела Лељинградску опсаду, и претила да заузме и саму престоницу, Москву. Упркос чињеници да је Совјетски Савез децембра 1941. покренуо успешну контраофанзиву којом су Немце одбили од Москве, Немци су се реорганизовали и током наредне године су усмерили главнину својих снага на југоисток, у циљу избијања на Волгу и Кавказ. Совјетске победе у Стаљинградској и Курској бици су се показала одлучујућим и промениле су ток читавог рата. После ових пораза Немачка није била у стању да води офанзивни рат па је иницијатива прешла на страну Совјетског Савеза коју ће он задржати све до краја рата. До краја 1943, Црвена армија је разбила немачку опсаду Лењинграда, повратила велики део Украјине и Западне Русије и прешла у Белорусију. До краја 1944, фронт је померен са совјетских граница из 1939. у источну Европу. Са знатно надмоћнијим трупама, совјетске снаге су ушле у источну Немачку и заузеле Берлин маја 1945. Тиме је рат против Немачке окончан у корист Совјетског Савеза.
Као део споразума потписаног на Јалти, три месеца након дана победе трупе Совјетског Савеза су извршиле успешну инвазију на Манџурију, чиме су окончали своје чешће у рату.
Иако је Совјетски Савез из Другог светског рата изашао као победник, привреда је разорена, а током рата је погинуло 27 милиона Совјета. Око 1 700 градова и око 70.000 насеља је уништено. Тринаест милиона совјетских грађана је било жртва репресивне политике Немачке и њених савезника на окупираној територији. Специјални немачки Ајнсацкомандо, балтички и украјински колаборатори су учествовали у геноциду совјетских Јевреја. Румунске јединице су учествовале у геноциду над Јеврејима у области Одесе. За време опсаде, Лењинград је изгубио 27% популације, а Псков и Новгород су изгубили петину становништва. Велики број руског становништва у Карелији је настрадао у финским концентрационим логорима. Окупиране територије су претрпеле велика пустошења од стране Немачке, депортовање у радне логоре, али су и Руси при повлачењу примењивали тактику пустошења. Као последица тога, милиони људи на окупираним територијама су умрли од глади и недостатка елементарне медицинске помоћи. Око 3,5 милиона совјетских ратних заробљеника (од 5,5 милиона) је умрло у немачким логорима.

### Хладни рат
Сарадња савезника је извојевала победу у рату и требало је да буде основа послератне реконструкције и безбедности. Међутим, конфликт између Совјетског Савеза и САД, познат као Хладни рат је доминирао на међународној сцени у послератном периоду као сукоб идеологија.
Хладни рат је произашао из сукоба Стаљина и америчког председника Харија Трумана око будућности источне Европе за време Потсдамске конференције лета 1945. За време претходних 150 година Русија је претрпела три разорна напада за време Наполеонских ратова и за време Првог и Другог светског рата, па је Стаљинов циљ био да успостави тампон зону од земаља између Немачке и Совјетског Савеза. Труман је оптужио Стаљина да је издао Јалтски споразум. Како је источна Европа била под окупацијом Црвене армије, Стаљин је добијао на времену док је његов пројекат атомске бомбе полако и сигурно напредовао.
Априла 1949. САД су спонзорисале Северно-атлантски пакт (НАТО), пакт о међусобној заштити по ком је већина западних земаља обавезала да оружани напад против једне од њих, сматра нападом на све. Совјетски Савез је основао источни еквивалент НАТО-у 1955, назван Варшавски пакт. Подела Европе на западни и совјетски блок је касније попримила глобални карактер, нарочито после 1949, када је окончан нуклеарни монопол САД тестирањем совјетске бомбе РДС-1 и доласком на власт Комунистичке партије Кине у Народној Републици Кини.
Најважнији циљеви совјетске иностране политике су били одржавање и повећање националне безбедности и одржање превласти над Источном Европом. Совјетски Савез је одржао своју доминацију у Варшавском пакту тако што је угушио Мађарску револуцију 1956, Прашко пролеће у Чехословачкој 1968, и подржао гушење Покрета солидарности у Пољској почетком осамдесетих година. Совјетски Савез се супротстављао Сједињеним Америчким Државама у бројним заступничким ратовима широм света, међу којима су највећи били Корејски и Вијетнамски рат.
Како је Совјетски Савез наставио да одржава чврсту контролу над својим доменом утицаја у источној Европи, Хладни рат се кретао ка делимичном смиривању, а ситуација се компликовала у смислу да више нису постојале само две јасно раздвојене супротстављене стране седамдесетих година. Мање моћне земље су имале више простора да утврде своју независност, и две суперсиле су делимично биле у стању да препознају заједнички интерес у покушају да се контролише даље проширење и множење нуклеарног наоружања, споразумима попут САЛТ I, САЛТ II и Антибалистичког ракетног споразума.
Руско-амерички односи су се погоршали након совјетске инвазије на Авганистан 1979. и америчких председничких избора 1980. на којима је изабран Роналд Реган, убеђени антикомуниста, али си побољшани када је Совјетски блок почео да се распада крајем осамдесетих. Распадом Совјетског Савеза 1991, Русија је изгубила статус велесиле који је стекла у Другом светском рату.

### Хрушчов и Брежњев
У борби за власт која је уследила након Стаљинове смрти 1953, његови најближи следбеници су изгубили. Никита Хрушчов је учврстио свој положај говором на двадесетом конгресу Комунистичке партије Совјетског Савеза 1956. у коме је изложио Стаљинова зверства и оптужио га да је промовисао култ личности. Како су делови његовог говора постали јавни, Хрушчов је убрзо почео са спровођењем бројних реформи. Оставивши по страни Стаљинов нагласак на тешкој индустрији, повећао је производњу робе широке потрошње и стамбену градњу и подстицао пољопривредну производњу. Нова политика је побољшала животни стандард, мада су се проблеми несташице кућних уређаја, одеће и сличног погоршати у наредним годинама. Правни систем, мада још увек под потпуном контролом Комунистичке партије, заменио је полицијски терор па су интелектуалци имали више слободе него раније.
Хрушчов је избачен из Централног комитета Комунистичке партије 1964, због оптужбе да је одговоран за Кубанску ракетну кризу и продубљивање Кинеско-совјетских проблема. Након кратког периода заједничког вођства, ветеран бирократа Леонид Брежњев, преузео је Хрушчовљево место.
И поред Хрушчовљевих напора око економског планирања, економски систем је остао зависан од централних планова сачињених без помена тржишног механизма. Као развијеној индустријској земљи, Совјетском Савезу је било све теже и теже да одржи високе стопе раста у индустријском сектору које је уживао у пређашњим годинама. Била су потребна све већа улагања и све већи број радника, али ово је било тешко постићи, делимично због новог нагласка на производњи робе широке потрошње. Иако су циљеви петогодишњих планова били мањи од оних ранијих, циљеви су бивали у великој мери непостигнути. Пољопривредни развој је и даље био у великом заостатку у годинама под Брежњевом.
Иако су поједини апарати и друга добра постајали приступачнији током шездесетих и седамдесетих година, побољшања у покућству и исхрани нису била довољна. Расле су потрошачке потребе и самим тиме и оскудице у потрошачким добрима својствена нетржишном систему цена, ситне крађе државног власништва и раст црног тржишта. Али, насупрот револуционарном духу који је прожимао рађање Совјетског Савеза, преовладавајуће расположење у време смрти Брежњева 1982. године је била тежња за променама.
Током година у којима су се на власти налазили Хрушчов и Брежњев, наука и индустрија су доживели процват. Изграђена је прва нуклеарна електрана у свету, која је пуштена у рад 1954. године у близини града Обнинска. Завршена је Бајкалско-амурска магистрала која је повезала Руски далеки исток са остатком земље.
Совјетски свемирски програм, који је водио Сергеј Павлович Корољов је био изузетно успешан. Први вештачки сателит, Спутњик је лансиран у свемир 4. октобра 1957. Јуриј Гагарин је 12. априла 1961. постао први човек који је путовао у свемир, совјетским свемирским бродом Восток 1. Међу успехе Совјетског Савеза у освјању свемира се убрајају и снимање првог снимка тамне стране месеца, слање прве жене Валентине Терешкове у свемир, први боравак човека у отвореном свемиру који је извео Алексеј Леонов и лансирање прве свемирске станице, Саљут 1 која је 1986. замењена свемирском станицом Мир.

### Распад СССР
Увод у распад Совјетског Савеза су обележила два процеса: све видљивији распад совјетске економске структуре и покушаји заустављања даљег распада, а све у циљу враћања на пређашње стање. Након брзог смењивања Јурија Андропова и Константина Черњенка, две значајне личности још из времена власти Брежњева, Михаил Горбачов је начинио значајне промене у привреди и партијском вођству. Његова политика гласности је дозволила слободно информисање јавности након деценија репресије од стране владе, дала је могућност медијима да скрену пажњу јавности на бројне социјалне проблеме. Током таласа револуција који је почев од 1989. захватио Централну и источну Европу СССР је изгубио готово све своје спољашње савезнике. Гласност је дозволила да национално незадовољство које је постојало у другим републикама избије на површину. Балтичке републике, Грузија и Молдавија су захтевале већу аутономију са чим се Москва није слагала. Горбачов није успео да реши оне најважније проблеме. Несташица горива и природног гаса, рат у Авганистану, застарела индустрија и системска корупција су били највећи проблеми које совјетска планска привреда није успела да превазиђе, па је влада и одустала од њеног даљег спровођења. Дошло је до несташица готово свих производа па је становништво морало да чека у редовима за оне најосновније намирнице.
Због доминантне позиције Руса у Совјетском Савезу, скоро да нико није правио велику разлику између Русије и Совјетског Савеза све до пред крај осамдесетих. Међутим, чињеница да су Руси доминирали совјетским режимом не значи да је Руска република обавезно профитирала од овог савеза. У Совјетском Савезу, Русији су недостајали чак и најбезазленији инструменти државности, које су друге републике поседовале, као што је сопствени огранак Комунистичке партије, КГБ, савет трговинске уније, академија наука, и сличне институције на републичком нивоу. Разог за ово је био у томе што кад би ове организације имале огранке у Руској републици, ови огранци би били по моћи конкуренција оним институцијама на савезном нивоу.
Током касних осамдесетих година, Горбачов је потценио значај Руске Совјетске Федеративне Социјалистичке Републике. Руске патриоте почеле су да указују да се новац из Русије одлива у друге републике, нарочито када је у питању нафта. Појавили су се захтеви да Русија успостави сопствене институције. Ти руски захтеви су постајали све гласнији крајем осамдесетих година, тако да је дошло до тензије између оних који су били за руску превласт у совјетској држави, с једне стране, и оних који су били за независну Русију.
Ове тензије су се заоштриле у личној борби за власт између Горбачова и Бориса Јељцина. Овај стари партијски кадар, без икаквих веза са дисидентским круговима, притиснут унионистичком политиком Горбачова, потражио је алтернативни политички програм како би могао да угрози Горбачова. Почео је себе да представља као руског националисту и преданог демократу. Успео је да добије изборе за председавајућег Врховног совјета Русије у мају 1990, а то је значило да је Јељцин постао први руски директно изабрани председник. Следећег месеца Јељцин је руским законима дао предност у односу на совјетске и успоставио је контролу над две трећине укупног буџета. Совјетски покушај пуча и смене Горбачова, који су организовали припадници тврде линије комуниста, заустављен је уз Јељцинову помоћ. Пучисти су намеравали да очувају партију и Савез али су само убрзали крај и једног и другог.
Совјетски Савез се званично распао 25. децембра 1991. Коначни чин преласка моћи од Совјетског Савеза на Русију био је Горбачовљева предаја актовки Јељцину, у којима су биле шифре за лансирање совјетског нуклеарног наоружања. Руска федерација званично почиње да постоји од 26. децембра 1991.

## Руска Федерација
Иако је Јељцин дошао на власт на таласу народног оптимизма, није успео да очува ту своју популарност након потписивања економских реформи по принципу шок терапије, које је предложио Јегор Гајдар, а која је подразумевала крај контроле цена на тржишту из ере старијег Совјетског Савеза, драстична смањења државних трошкова и отворену спољну трговину у раним деведесетим. Реформа је у тренутку уништила животни стандард већине становништва, посебно група које су уживале благодети контроле цена и плата, субвенција и расподеле јавног власништва. У деведесетим годинама 20. века, Русија је прошла кроз економски пад озбиљнији него онај у Сједињеним Америчким Државама и Немачкој шест деценија раније за време Велике депресије.
До средине деведесетих, Русија је имала систем вишестраначке изборне политике. Било је тешко успоставити репрезентативну владу због два структурна проблема: борбе председника са парламентом и анархистичког партијског система. Иако су у иностранству Јељцина тапшали по рамену јер се представио као демократа који ће ослабити Горбачова, његово поимање председништва је било изузетно аутократско. Или је сам обављао дужност премијера, (до јуна 1992) или је именовао човека по свом избору, без обзира на мишљење парламента.
У међувремену, велики број малих партија и њихова аверзија према склапању савеза оставили су законодавство у хаосу. Од 1993, Јељцинов прекид добрих односа са вођством парламента је довео до Руске уставне кризе септембра и октобра 1993. Криза је достигла врхунац 3. октобра, када је Јељцин одабрао радикално решење како би разрешио расправу са парламентом: позвао је тенкове да оспу паљбу на Бели дом, потукавши тако своје противнике. Како је Јељцин предузео неуставне мере у распуштању парламента, Русија никад није била тако близу озбиљном грађанском сукобу, још од револуције 1917. Јељцин је тада имао пуну слободу да наметне устав, који је одобрен референдумом децембра 1993. Избори у децембру су донели велики добитак комунистима и националистима, одражавајући све веће народно разочарање подстакнуто слабим резултатима неолибералних економских реформи.
Економске реформе су такође консолидовале полу-криминалну олигархију са коренима у старом совјетском систему. По савету западних влада, Светске банке и Међународног монетарног фонда, Русија је отпочела највећу и најбржу приватизацију коју је свет икада видео. За пола деценије, малопродаја, трговина, службе и мала индустрија су били у приватном власништву. Већину великих предузећа су добили њихови стари менаџери, стварајући нову богаташку руску олигархију која је била у савезу са мафијом или са западним инвеститорима. Као резултат свега, инфлација и незапосленост је многе раднике гурнула у сиромаштво, проституцију или криминал. У међувремену, централна влада је изгубила контролу над локалним властима, бирократијом и економским феудима, а царинска такса је доживела колапс. И даље у великој депресији све до средине деведесетих, руска привреда је била тешко погођена и финансијским крахом 1998.
Повратак на управљану привреду је тада изгледао скоро немогућ. Руска привреда се почела опорављати од 1999, захваљујући великом порасту цене сирове нафте у свету. То је довело до пораста тражње природног гаса чији је Русија далеко највећи извозник.
После финансијске кризе 1998, Јељцин се нашао на заласку своје политичке каријере. Само неколико минута пре првог дана 2000, Јељцин је изненадио јавност својом оставком, остављајући власт у рукама мало познатог премијера Владимира Путина, бившег службеника КГБ и председника Федералне службе безбедности, агенције која је у пост-совјетској Русији наследила КГБ. Током 2000, нови председник је лако победио свога противника на председничким изборима 26. марта. Путин је угушио побуну Чечена, иако се дешава спорадично насиље широм северног Кавказа. Високе цене нафте и слаба почетна вредност домаће валуте, које су пратиле све већа домаћа потражња, потрошња и инвестиције су помогле расту економије девет узастопних година, што је поправило руски стандард и повећало утицај Русије на међународној сцени. Иако су многе реформе током Путиновог председништва оцењене од западних земаља као недемократске, Путиново вођство у повратку реда, стабилности и напретка донели су му велику популарност у Русији. Поново је изабран 2004. са 71% гласова, а његови странка је добила на парламентарним изборима, уз присуство међународних и домаћих посматрача.
На изборима одржаним 2008. за председника је изабран Дмитриј Медведев бивши председник Гаспрома, а Путин је од тада почео да обавља функцију премијера. Русија је 2008. водила успешан краткотрајан рат против Грузије чији је резултат потврдио дефакто независност Јужне Осетије и Абхазије.